# Skräpmat
| Skräpmat |
| --- |
| Hamburgare är ett exempel på en maträtt som ofta räknas som skräpmat. - Betydelse – lättkonsumerad, energirik mat (tomma kalorier) - Funktion – som superstimulus - Exempel – snabbmat, färdigmat, friterad mat, bakverk, glass, snacks - Risker – övervikt, näringsbrist |

"Skräpmat" (engelska: junk food) är en vardaglig och värdeladdad benämning för mat som sägs innehålla "tomma kalorier" och vara fattiga på näring. Maten lockar ofta genom smak och att vara lättkonsumerad men anses allmänt vara onyttig. Snabbmat och diverse färdigmat, friterad mat, bakverk, glass och snacks kopplats ofta samman med begreppet skräpmat.

## Historik
Skräpmatens lockelse är genom att fungera som ett superstimulus. Den uppfyller människans medfödda intresse för energirik mat, som under stenåldern inte fanns i överflöd. I det moderna och industrialiserade samhället finns dock stor tillgång till både smak- och energirik mat, och onormalt stort intag av sådan mat kan lätt leda till övervikt och ohälsosamma matvanor. Även i utvecklingsländer är tillgången stor (2010) på den här typen av mat.
Konsumtion av skräpmat har sedan slutet av 1900-talet i många industrialiserade länder ökat kraftigt. Den är lättäten och stillar hungern samt energibehovet, medan bristen på essentiella näringsämnen som mineraler, vitaminer eller fytokemikalier kan leda till näringsbrist.
Den ökade konsumtionen av skräpmat kan delvis kopplas till en modern livsföring med oregelbundna och ofta stressade mattider och aktiviteter. En hög tillgång till fickpengar gör bland annat att fler unga har råd att konsumera skräpmat. Denna utveckling har skett parallellt med hälsotrender där en mer hälsosam livsstil och mathållning poängteras.

## Definition och funktion
Den här typen av mat är ofta rik på socker, andra snabba kolhydrater eller fett, är gärna frikostigt saltad men mindre rik på vitaminer, fibrer eller mineraler. I en obalanserad kost kan en hög andel skräpmat leda till ett överdrivet högt energiintag, fetma och rubbad näringsbalans.
Saker som är vanliga i skräpmat:
- brist på vitaminer, mineraler, fettsyror, fibrer och fytokemikalier

- övermått av enkla kolhydrater (inklusive socker, majssirap eller stärkelse)

- upphettade växtoljor
- sockerersättning (sötningsmedel)

- kemiska tillsatser eller konserveringsmedel, konstgjordfa färg- och smakämnen

Pommes frites, potatischips, godis, konditorivaror, läskedrycker, sprit, vin och öl är andra exempel på livsmedel som kan utnyttjas som skräpmat.
Lunchrestauranger serverar i regel mer näringsriktiga och kompletta måltider än snabbmatsrestauranger. Många snabbmatsrestauranger har däremot infört nyttiga valbara alternativ. Råkost och sallad är generellt nyttigt, men tillbehör som ost, majonnäs och dressing kan vara en kalorifälla.
Många känner sig sugna på skräpmat när de är alkoholpåverkade. En studie vid Liverpools universitet (publicerad 2016) av kvinnor visade på ett samband. Alkoholintaget stimulerade aptiten, samtidigt som självkontrollen försämrades. Kvinnorna som förtärt alkohol åt fler kakor än övriga kvinnor i studien.

## Hälsa
Skräpmat påverkar tarmfloran. År 2016 visade forskning på råttor vid University of New South Wales i Australien att intag av skräpmat enbart på helgerna gav ungefär samma inverkan på tarmarna som intag av skräpmat alla dagar i veckan.
Ett överintag av kalorier kan leda till övervikt och fetma, vilket i sin tur kan öka risken för hälsosjukdomar som exempelvis hjärt-kärlsjukdomar, cancer, demens och typ 2-diabetes.